# Coonskin
A Coonskin 1975-ben bemutatott amerikai vegyes technikájú film, amelyben valós és rajzolt díszletek, élő és rajzolt szereplők közösen szerepelnek. A filmet Rémusz bácsi meséje nyomán írta és rendezte Ralph Bakshi, a zenéjét Chico Hamilton szerezte, a producere Albert S. Ruddy volt. A mozifilm a Bakshi Productions és az Albert S. Ruddy Productions gyártásában készült, a Bryanston Distributing Company forgalmazásában jelent meg. 
Amerikában 1975. augusztus 20-án mutatták be a mozikban.

## Szereplők
| Élőszereplő        | Színész               |
| ------------------ | --------------------- |
| Randy              | Philip Michael Thomas |
| Sampson            | Barry White           |
| Prédikátor         | Charles Gordone       |
| Papi               | Scatman Crothers      |
| Firkaszereplő      | Hang                  |
| Nyúl koma          | Philip Michael Thomas |
| Medve koma         | Barry White           |
| Hitszónokú róka    | Charles Gordone       |
| Öreg csont         | Scatman Crothers      |
| Bohóc              | Danny Rees            |
| Játékvezető        | Buddy Douglas         |
| Mime               | Jim Moore             |
| Keresztapa         | Al Lewis              |
| Sonny              | Richard Paul          |
| Madigan            | Frank de Kova         |
| Zsaru a megafonnal | Ralph Bakshi          |